# Brullemail
Brullemail – miejscowość i gmina we Francji, w regionie Normandia, w departamencie Orne.
Według danych na rok 1990 gminę zamieszkiwało 80 osób, a gęstość zaludnienia wynosiła 8 osób/km² (wśród 1815 gmin Dolnej Normandii Brullemail plasuje się na 806. miejscu pod względem liczby ludności, natomiast pod względem powierzchni na miejscu 508.).